# Roberto Josué López
Roberto Josué López Díaz (San Pedro Sula, Honduras, 23 de abril de 1995) es un futbolista hondureño. Juega como portero y su equipo actual es el Olancho FC de la Liga Nacional de Honduras.

## Clubes
| Club                  | País      | Año             |
| --------------------- | --------- | --------------- |
| Real España           | Honduras  | 2016 - 2017     |
| Platense (cedido)     | Honduras  | 2017            |
| Real España           | Honduras  | 2018 - 2019     |
| Marathón              | Honduras  | 2019 - 2020     |
| Deportivo Coatepecano | Guatemala | 2020            |
| Vida                  | Honduras  | 2021 - 2022     |
| Victoria              | Honduras  | 2022 - 2023     |
| Olancho               | Honduras  | 2023 - Presente |